# Klifgrondtiran
De klifgrondtiran (Muscisaxicola albifrons) is een zangvogel uit de familie Tyrannidae (tirannen) en het geslacht Muscisaxicola (grondtirannen). De soort werd als Ptionura albifrons in 1844 wetenschappelijk beschreven door de Zwitser Johann Jakob von Tschudi. Hij had de soort ontdekt tijdens zijn expeditie in Peru.
M. albifrons is de grootste vertegenwoordiger van de grondtirannen.

## Verspreiding en leefgebied
De soort komt voor in het Hoogland van de Andes in zuidelijk Peru, westelijk Bolivia en noordelijk Chili.

## Status
De grootte van de populatie is niet gekwantificeerd maar de soort wordt omschreven als schaars. Op de Rode lijst van de IUCN heeft deze soort de status niet bedreigd.